# Mooie dag (BLØF)
Mooie dag is een nummer van de Nederlandse band BLØF uit 2002. Het is de derde single van hun vijfde studioalbum Blauwe ruis. Het nummer werd uitgebracht op 3 mei 2002.
Volgens BLØF-gitarist Peter Slager is "Mooie dag" het beste nummer van de band. Velen denken dat het nummer te maken heeft met het overlijden van BLØF-drummer Chris Götte in 2001, vooral door de zin Wat een mooie dag, voor de dood aan het eind. Dit is echter niet waar. Het nummer gaat over het overlijden van de schoonvader van Slager. Hij werd ongeneeslijk ziek en wilde zelf bepalen wanneer hij zou sterven. "Het nummer gaat over euthanasie. Niet over zelfmoord, wat veel mensen denken. En niet over Chris", aldus Slager.

## Hitlijst

### Top 40
Het nummer haalde de 17e positie in de Nederlandse Top 40.

### NPO Radio 2 Top 2000
| Nummer met noteringen in de NPO Radio 2 Top 2000 | '03 | '04 | '05 | '06 | '07 | '08 | '09 | '10 | '11 | '12 | '13 | '14 | '15 | '16 | '17 | '18 | '19 | '20 | '21  | '22  | '23  | '24  |
| ------------------------------------------------ | --- | --- | --- | --- | --- | --- | --- | --- | --- | --- | --- | --- | --- | --- | --- | --- | --- | --- | ---- | ---- | ---- | ---- |
| Mooie Dag                                        | 147 | 112 | 134 | 169 | 194 | 158 | 344 | 345 | 433 | 397 | 389 | 510 | 534 | 671 | 697 | 875 | 731 | 818 | 1014 | 1050 | 1079 | 1109 |

1. ↑  Een vetgedrukt getal geeft de hoogste notering aan.
2. ↑  2003 was het eerste jaar met een notering voor dit nummer.